# گیزلا وارگا سینایی
گیزلا وارگا سینایی (به مجاری: Gizella Varga Sinai) بانوی نقاش مجارستانی‌تبار ایرانی، و همسر خسرو سینایی است.

## زندگی
گیزلا وارگا سینایی سال ۱۳۲۳ در مجارستان به دنیا آمد و تحصیلات آکادمیک خود را در دانشکده هنرهای کاربردی وین به پایان رساند. وی در اروپا و پس از یک کنسرت موسیقی با خسرو سینایی آشنا شد، با او ازدواج کرد و در سال ۱۹۶۷ همراه او به ایران آمد. از آن تاریخ تا کنون او قریب به نیم قرن است که مشغول فعالیت هنری است. وی از سال ۱۳۶۷ تا ۱۳۸۲ در مدارس وابسته به سفارت آلمان مشغول تدریس بود.
وارگا سینایی از سال ۱۳۸۰ عضو پیوسته انجمن هنرمندان نقاش ایران و از بنیان‌گزاران گروه هنری دنا است. شرکت در نمایشگاه‌های متعدد انفرادی و گروهی در ایران، پاکستان، ترکیه، اروپا، آمریکا، کانادا، چین و دبی از دیگر فعالیت‌های این هنرمند است.
گیزلا وارگا سینایی نشان عالی کشور مجارستان را برای یک عمر فعالیت هنری دریافت کرده است.
وارگا سینایی، زندگی‌نامه و خاطرات خود را در کتابی با عنوان من از آن روز که در بند تو‌ام آزادم! (عنوان اصلی به مجاری: A Szerelem Rabjaként Szabad Madár Lettem!) در سال 2021 رونمائی کرد.

## سالشمار

### ابتدای زندگی
متولد: ۱۳۲۳، چکوار، مجارستان

### تحصیلات
- ۱۳۴۶ کارشناسی تدریس هنر از دانشکده هنرهای تزیینی وین – اتریش

### سابقه تدریس
- ۱۳۶۰ تا ۱۳۶۶ آتلیه معاصر – تهران – ایران
- ۱۳۶۷ تا ۱۳۸۲ تدریس نقاشی در مدرسه وابسته به سفارت آلمان در تهران

### عضویت در انجمن‌ها
- ۱۳۸۰ انجمن هنرمندان نقاشی ایران
- ۱۳۸۰ گروه دنا

## نمایشگاه‌ها
شرکت در نمایشگاه‌های متعدد انفرادی و گروهی در ایران، پاکستان، ترکیه، اروپا، آمریکا، کانادا، چین و دبی.

### نمایشگاه‌های انفرادی
- ۱۳۴۷–۴۸ گالری هنرجدید– تهران – ایران
- ۱۳۵۲ انجمن ایران و آمریکا – تهران – ایران
- ۱۳۵۴ گالری لوترک – تهران – ایران
- ۱۳۵۶ گالری خانه آفتاب – تهران – ایران
- ۱۳۵۹ گالری آی وینا– وین – اتریش
- ۱۳۶۰ موزه کافه وینا– وین – اتریش
- ۱۳۶۵ نمایشگاه خصوصی " پژواک سکوت " – تهران – ایران
- ۱۳۶۸ و ۱۳۷۱ و ۱۳۷۳ و ۱۳۷۴ گالری گلستان – تهران – ایران
- ۱۳۷۸ گالری آریا – تهران – ایران
- ۱۳۸۱ موزه هنرهای معاصر اصفهان – اصفهان – ایران
- ۱۳۸۴ گالری هما – تهران
- ۱۳۸۶ مرکز هنری پیرکانپوژا – فنلاند
- ۱۳۸۶ پیتارساری توپاکاماکاسیانی به همراه جانا ارکیلا – فنلاند

### نمایشگاه‌های گروهی
- ۱۳۵۶ گالری هنرجدید– تهران – ایران
- ۱۳۵۷ گالری خانه آفتاب – تهران – ایران
- ۶۴–۱۳۶۳ فرهنگسرای نیاوران – تهران – ایران
- ۱۳۶۵ گالری سیحون – تهران – ایران
- ۱۳۶۹–۶۶ نمایشگاه‌های مختلف در موزه هنرهای معاصر تهران – تهران – ایران
- ۱۳۶۸ گالری پافر – تهران – ایران
- ۱۳۶۸ گالری آذین – تهران – ایران
- ۱۳۶۹–۷۰ گالری افرند – تهران – ایران
- ۱۳۷۰ گالری کلاسیک – تهران – ایران
- ۱۳۷۰ و ۱۳۷۳ و ۱۳۷۶ نمایشگاه‌های " دو سالانه نقاشی معاصر ". موزه هنرهای معاصر تهران – تهران – ایران
- ۱۳۷۰ گالری آرم – بازل – سوییس
- ۱۳۷۰ مرکز فرهنگی – نیویورک – آمریکا
- ۱۳۷۰ فرهنگسرای آزادی – تهران – ایران
- ۱۳۷۲ مرکز فرهنگی – بروکسل – بلژیک
- ۱۳۷۲–۸۲ گالری گلستان – نمایشگاه‌های مختلف گروهی – تهران – ایران
- ۱۳۷۲ گالری بامداد – تهران – ایران
- ۱۳۷۳ گالری حکیم نظامی – تهران – ایران
- ۸۰–۱۳۷۴ فرهنگسرای سعد آباد – تهران – ایران
- ۸۰–۱۳۷۵ فرهنگسرای ابن سینا – تهران – ایران
- ۱۳۷۶ نمایشگاه چین – پکن – چین
- ۱۳۷۸ فرهنگسرای نیاوران. " تجلی احساس " – تهران – ایران
- ۱۳۷۷–۷۸ گالری توتال آرتز. " نقاشی معاصر ایران " – دوبی – امارات متحده عربی
- ۱۳۷۸ گالری یحیی " نمایشگاه نقاشی معاصر " – تونس – تونس
- ۱۳۷۹ نمایشگاه هنر (آرت اکسپو) – نیویورک – آمریکا
- ۱۳۷۹ موزه هنرهای معاصر تهران. " بیان تمثیلی در نقاشی ایران " – تهران – ایران
- ۱۳۷۹ موزه هنر و سنت‌های مردمی. " نقاشی معاصر ایران " – رم – ایتالیا
- ۱۳۷۹ مرکز تجارت جهانی هنر. " قلم موی خاموش " – واشینگتن دی سی – آمریکا
- ۱۳۷۹ گالری آریا – تهران – ایران
- ۱۳۷۹ و ۱۳۸۲ اولین و دومین دوسالانه " نقاشی معاصر جهان اسلام ". موزه هنرهای معاصر – تهران – ایران
- ۱۳۷۹ نمایشگاه نقاشی معاصر – لارناکا – قبرس
- ۱۳۸۰ نمایشگاه گروهی زنان (گفتگوی تمدن‌ها). ساختمان اجلاس – تهران – ایران
- ۱۳۸۰ مرکز هنری. تصویر (ایماژ) در نقاشی ایران – تهران – ایران
- ۱۳۸۰ گالری برگ – تهران – ایران
- ۱۳۸۰ گالری آمبر. بنیاد شرق و غرب – لایدن – هلند
- ۱۳۸۰ تا ۱۳۸۲ " نسیمی از باغ‌های ایران، هنر نوین ایران " – مرکز
- بین‌المللی مری دین، واشینگتن دی سی، نیویورک، بلویل ایلینوا، لوس آنجلس، آتلانتا، تگزاس، فلوریدا – آمریکا
- ۱۳۸۱ نمایشگاه هنر (آرت سود اکسپو) پاله د کنگره - پاریس – فرانسه
- ۱۳۸۱ گالری پارس مهری – مریلند – آمریکا
- ۱۳۸۲ مرکز فرهنگی استویا – هلسینکی – فنلاند
- ۱۳۸۲–۱۳۸۳ اجماع هنرمندان – تهران
- ۱۳۸۳ کاپولا ایتالیا
- ۱۳۸۳ اولین اکسپو تهران
- ۱۳۸۴ کاسرتا ایتالیا
- ۱۳۸۴ موزه آکوا – لیسبون – پرتغال
- ۱۳۸۴ پالاچیا دا بولسا – پرتغال
- ۱۳۸۴ جنبش هنر مدرن ایران – موزه هنرهای معاصر تهران
- ۱۳۸۵ نمایشگاه هنرمندان معاصر ایران – مرکز فرهنگی نیاوران – تهران
- ۱۳۸۵ مشرق خیال – نقاشان معاصر ایران – موزه هنرهای معاصر تهران
- ۱۳۸۵ چهارمین دوسالانه بین‌المللی نقاشی جهان اسلام
- ۱۳۸۶ بزرگترین نمایشگاه سال – بنیاد تولیدات هنری نیاوران
- ۱۳۸۶ نمایشگاه گروهی سه – گالری گلستان
- ۱۳۸۶ بهار ایرانی – نمایشگاه سفالگری و هنرهای تجسمی معاصر – موزه هنرهای معاصر تهران
- ۱۳۸۶ بازتاب نگارگری در نقاشی معاصر ایران موزه هنری امام علی
- ۱۳۸۷ پنجمین دوسالانه بین‌المللی نقاشی جهان اسلام
- ۱۳۸۷ بزرگترین نمایش سال – نیاوران بنیاد تولیدات هنری نیاوران
- ۱۳۸۷ نمایشگاه بزرگ هنری – انجمن نقاشان ایران - خانه هنرمندان
- ۱۳۸۷ خیریه محک – رنگ عشق – مجتمع تاریخی فرهنگی نیاوران